# Johann Michael Mettenleiter (Grafiker)

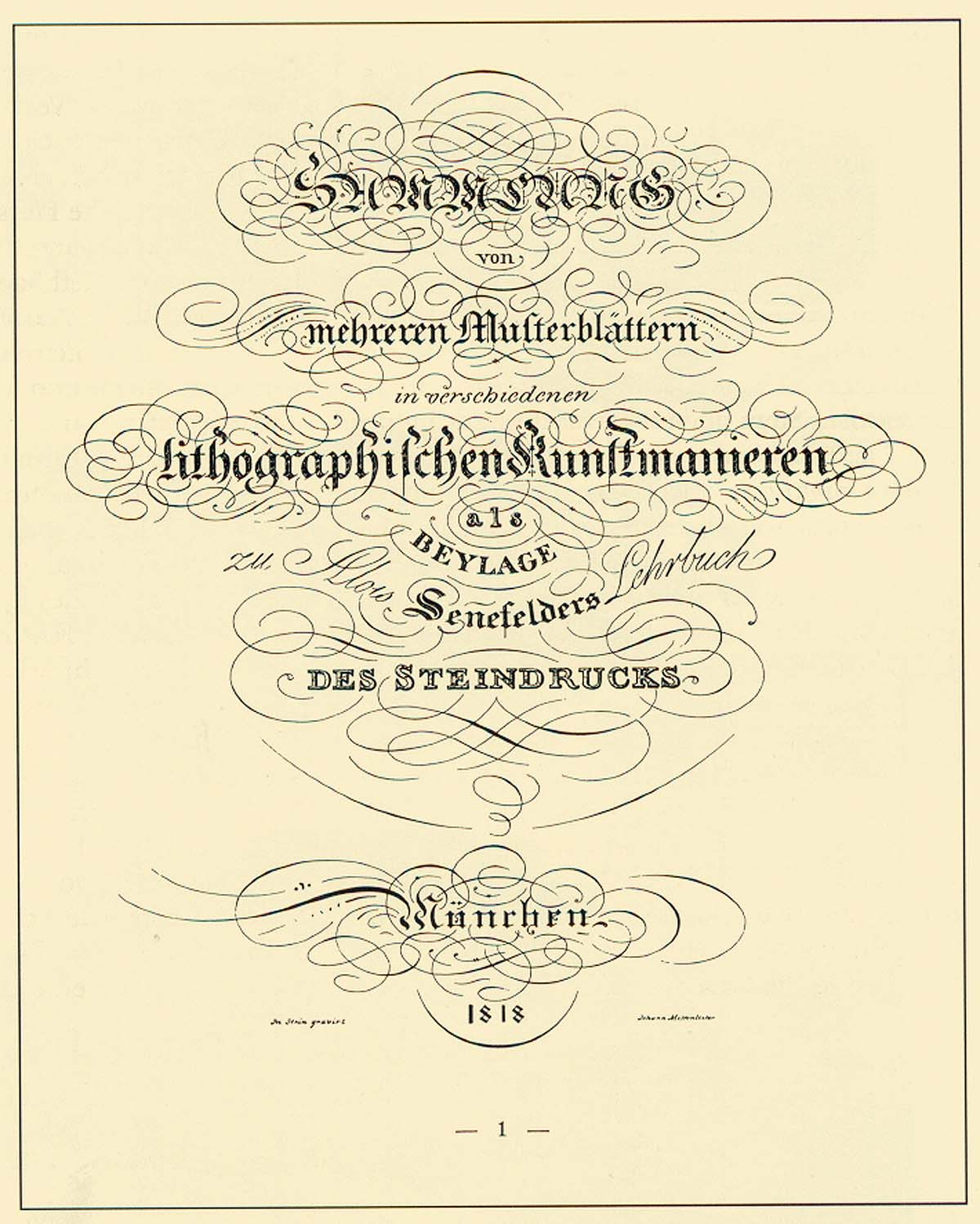
Johann Michael Mettenleiter: Musterblatt zu Alois Senefelders „Lehrbuch der Steindruckerey“

Johann Michael Mettenleiter (* 22. April 1765 in Großkuchen, heute Stadtteil von Heidenheim an der Brenz; † 19. März 1853 in Passau) war ein deutscher Zeichner, Radierer, Kupferstecher und Lithograf.

## Leben
Der Sohn eines Schullehrers und Uhrmachers erhielt seine erste Ausbildung bei seinem 15 Jahre älteren Bruder, dem Maler und Zeichner Johann Jakob Mettenleiter. Diesen begleitete er 1775/1776 bei dessen Studienreise nach Italien. 1778 war er ein weiteres Mal bei seinem Bruder in Augsburg. 1782, nach dem Tod seines Vaters, ging er nach München, wo er sich seinen Lebensunterhalt als Zeichner, Radierer und Buchillustrator verdiente. Er war dabei recht erfolgreich. So verfertigte er 1786 die „Kupfer“ zu Lorenz Westenrieders „Geschichte von Baiern“.
Sein Erfolg verschaffte im nun auch überregionale Aufträge, insbesondere aus der Buchhandelsmetropole Leipzig, so vom Verleger Crusius. Seine 1800 Blätter zur bayrischen und deutschen Geschichte wurden nahezu mit den Werken Chodowieckis verglichen. 1790 erwarb er nach dem Tod seines Vorgängers, des 1789 verstorbenen Joseph Georg Wintters, und mit der Verpflichtung der Ehelichung der Witwe und der Erziehung ihrer drei unmündigen Kinder, vom Kurfürsten Karl Theodor mit 200 Gulden Gehalt den Titel eines kurfürstlich baierischen Hofkupferstechers. Nach der Erfindung der Lithografie verbesserte Mettenleiter dieses Verfahren und richtete für den königlich bayerischen Staatsrat eine lithografische Anstalt ein, um Dokumente schnell vervielfältigen zu können.
1818 richtete Mettenleiter in Warschau ebenfalls eine lithografische Anstalt und Felddruckerei für den russischen Zaren Alexander I. ein, wofür er mit dem Sankt-Stanislaus-Orden geehrt wurde. Nach Bayern zurückgekehrt, verblieb er bis 1833 in Staatsdiensten. 1824 war er als Ehrenmitglied in die königlich bayerische Akademie der bildenden Künste aufgenommen worden. 1844 wurde er in München von einem Fuhrwerk angefahren und schwer verletzt. Er starb 1853 in Passau. Zu seinen Schülern werden neben seinen beiden Stiefsöhnen Raphael und Heinrich Eduard, auch sein Neffe Johann Evangelist Mettenleiter und Domenico Quaglio gerechnet.